# جیم پوداک
جیم پوداک (به انگلیسی: Jim Piddock) (زاده ۸ آوریل ۱۹۵۶) بازیگر انگلیسی است.
از فیلم‌های معروف او می‌توان به بازی در فیلم نور سرد روز، یک مادر برای کریسمس، وفاداری از نوع دیگر، سقوط کردن، آثار قرمز و تیم نایت رایدر اشاره کرد.